# Konstantin Fehrenbach
Konstantin Fehrenbach född 11 januari 1852, död 26 mars 1926, var en tysk jurist och katolsk politiker (Centrumpartiet). Han var Tysklands rikskansler 1920-1921.
Konstantin Fehrenbach var 1885-87 och 1901-13 medlem av Badens andra kammare, och dess talman 1907-09. Han blev 1903 medlem av den tyska riksdagen och vann stort förtroende. Från juni 1918 var han riksdagens president och från augusti 1917 även ordförande i dess huvudutskott, och valdes till Nationalförsamlingens president i Weimar 1919. I juni 1920, efter att Hermann Müllers socialdemokratiska regering hade fallit, utsågs Fehrenbach till rikskansler i spetsen för en center-högerregering, en koalition mellan Centrumpartiet, det konservativa högerpartiet DNVP samt det liberala Tyska demokratiska partiet. Hans förhållande till socialdemokraterna under republiken var mycket gott, och det möjliggjorde hans regering.
Under hans tid inträffade konferenserna i Spa (juli 1920) och i London (mars 1921). Fehrenbachs regering avgick i maj 1921 i protest mot det krigsskadestånd som Tyskland skulle tvingas betala till de allierade i enlighet med Versaillesfördraget.
Från mars 1924 fram till sin död var Fehrenbach ordförande i centrumpartiets riksdagsgrupp.